# Афрагола
Афрагола (итал. Afragola) град је у Италији у регији Кампања. Према процени из 2010. у граду је живело 63.981 становника.

## Становништво
Према резултатима пописа становништва 2011. у општини је живело 63.820 становника.
| 1931.  | 1936.  | 1951.  | 1961.  | 1971.  | 1981.  | 1991.  | 2001.  | 2011.  |
| ------ | ------ | ------ | ------ | ------ | ------ | ------ | ------ | ------ |
| 27.293 | 29.281 | 37.477 | 45.881 | 50.769 | 57.367 | 60.065 | 62.319 | 63.820 |